# Coardele vocale

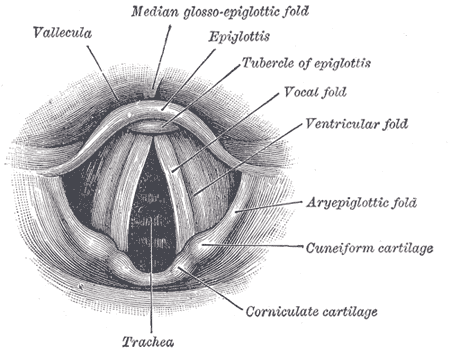
Coardele vocale, într-un desen reprezentînd interiorul laringelui

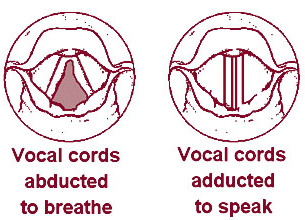
Coardele vocale depărtate pentru respirație (stânga) și apropiate pentru vorbit sau cântat (dreapta).

Coardele vocale sunt două pliuri simetrice ale mucoasei laringelui, ridicate de ligamentele vocale astfel: ligamentele vocale se întind între procesul vocal al cartilajului aritenoid și cartilajul tiroid. Ele sunt legate prin membrana cricovocală de arcul cartilaginos cricoidian. Ligamentele vocale și membranele cricovocale sunt învelite de mucoasa laringiană.
În timpul respirației coardele vocale sunt depărtate. În timpul fonației, asupra cartilajelor aritenoide acționează mușchii cricotiroidieni, aritenoidieni și cricoaritenoidieni laterali și posteriori. Prin modificarea poziției cartilajelor aritenoide coardele vocale pot fi astfel ridicate, coborâte, apropiate, depărtate, întinse sau destinse.
Vibrațiile coardelor vocale sunt produse de acțiunea aerului expirat asupra marginilor lor și modulate de acțiunea mușchilor, prin gradele diferite de întindere. Amplitudinea și frecvența vibrațiilor depind astfel de factori multipli: viteza aerului, grosimea și textura histologică a coardelor, diametrul laringelui. Vibrațiile sunt mai ample în plan vertical (3-4 mm) decât în cel orizontal (0,2 - 0,5 mm). Aerul este deci expulzat în efluxuri succesive, sincronizate cu momentele de deschidere maximă a orificiului glotic. Se realizează variații ample și bruște ale presiunii aerului, care se transmit în atmosferă și se percep ca sunete. Frecvența determină înălțimea sunetului emis: la bărbați este în jur de 125 Hz, la femei în jur de 210 Hz, iar la copii în jur de 300 Hz.
Totalitatea mecanismelor de producere a zgomotelor ce pot avea o valoare informațională (adică sunete) alcătuiesc fonația. Omul o utilizează pentru vorbit și cântat. Nu toate sunetele provin doar din vibrația coardelor vocale. Vorbirea presupune folosirea cutiei craniene ca rezonator, iar pentru sunetele foarte joase, a vertebrelor cervicale. 
Mai participă activ limba și o parte din musculatura feței, iar pasiv dinții și palatul. În general vocalele și consoanele sonore se emit preponderent prin vibrarea coardelor vocale.